# Saint-Georges-des-Agoûts
 Saint-Georges-des-Agoûts  es una población y comuna francesa, situada en la región de Poitou-Charentes, departamento de Charente Marítimo, en el distrito de Jonzac y cantón de Mirambeau.

## Demografía
| 349 | 302 | 253 | 260 | 243 | 245 |
| Para los censos de 1962 a 1999 la población legal corresponde a la población sin duplicidades (Fuente: INSEE [Consultar]) |     |     |     |     |     |